# Mesnil-Roc'h
Mesnil-Roc'h is een gemeente in het Franse departement Ille-et-Vilaine in de regio Bretagne. De gemeente maakt deel uit van het arrondissement Saint-Malo. Mesnil-Roc'h telde op 1 januari 2022 4.457 inwoners.

## Geschiedenis
Mesnil-Roc'h is op 1 januari 2019 ontstaan door de fusie van de gemeenten Lanhélin, Saint-Pierre-de-Plesguen en Tressé. 

## Geografie
De oppervlakte van Mesnil-Roc'h bedroeg op 1 januari 2022 41,16 vierkante kilometer; de bevolkingsdichtheid was toen 108,3 inwoners per km².

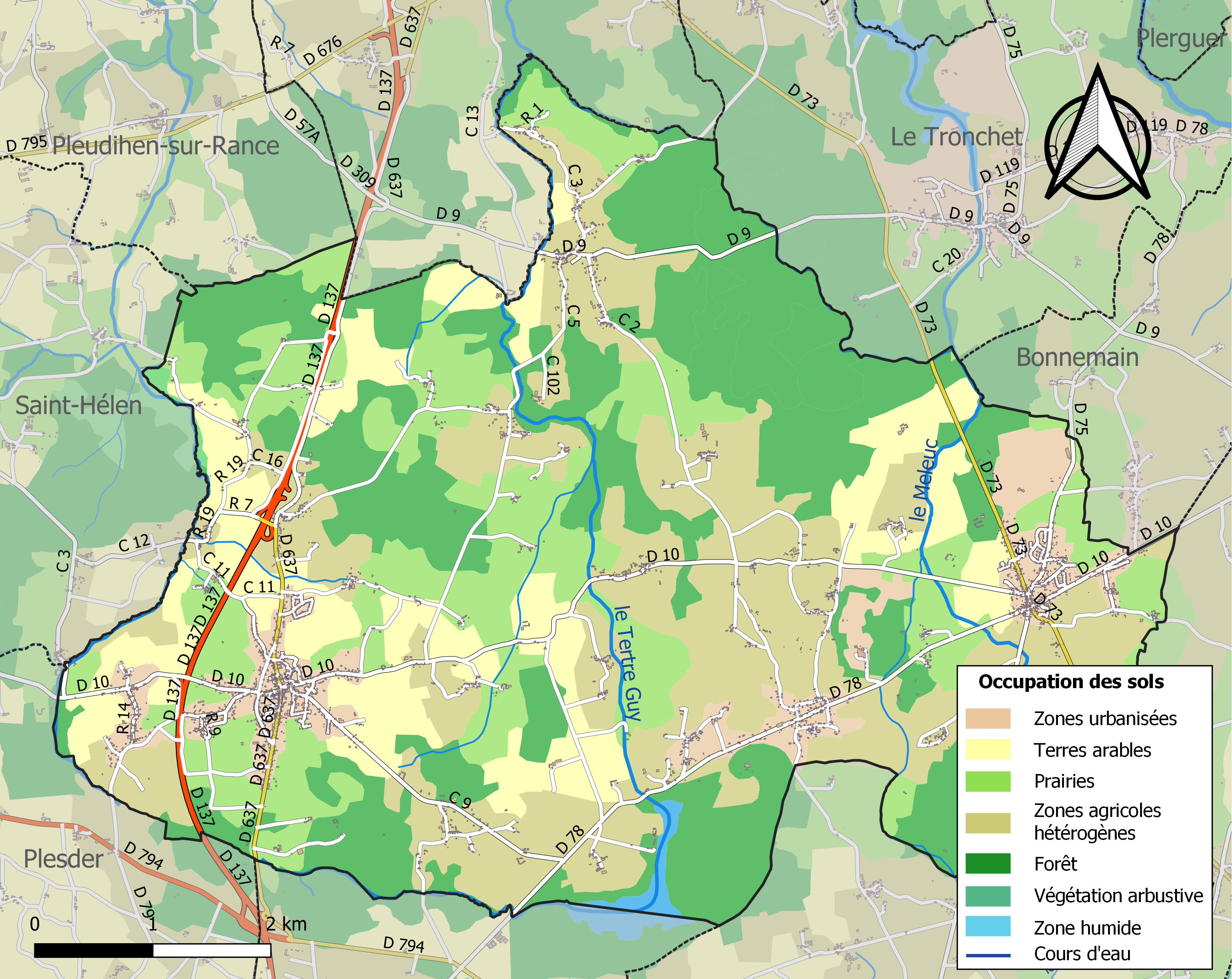
Kaart van de gemeente met belangrijkste infrastructuur, bodemgebruik en omliggende gemeenten